# Carlos Jiménez Canito
Carlos Jiménez Canito (Ceuta, c. 1891- Múrcia, 1939) va ser un militar espanyol.

## Biografia
Nascut en el si d'una família militar, va ingressar a l'Exèrcit el 1910. Durant el primer bienni de la Segona República va ser governador civil de Segòvia, entre 1931 i 1933. Des d'aquest càrrec hauria mantingut diversos conflictes amb les forces conservadores locals. En la primavera de 1936 va ser objectiu de pistolers dretans, i fou víctima d'algun atemptat.
Després de l'esclat de la Guerra civil es va mantenir fidel a la República i va arribar a exercir com a governador civil de Múrcia, entre agost i octubre de 1936. En els primers mesos de la guerra va manar diverses unitats de milícies. Posteriorment manaria la 23a Divisió, ostentant el rang de tinent coronel. Cap al final de la contesa exercia el càrrec de governador militar de Múrcia; detingut pels franquistes, va ser jutjat i executat pels vencedors.